# Commission électrotechnique internationale
Pour les articles homonymes, voir CEI, IEC et Commission internationale (homonymie).
La Commission électrotechnique internationale (CEI ; en anglais : International Electrotechnical Commission, IEC) est l'organisation internationale de normalisation chargée des domaines de l'électricité, de l'électronique, de la compatibilité électromagnétique, de la nanotechnologie et des techniques connexes. Elle est complémentaire de l'Organisation internationale de normalisation (ISO), qui est chargée des autres domaines.
La CEI est composée de représentants de différents organismes de normalisation nationaux. La CEI a été créée en 1906 et compte actuellement 69 pays participants. Les normes CEI sont reconnues dans plus de 100 pays.
Originellement située à Londres, la Commission a rejoint ses quartiers généraux actuels de Genève en 1948. La CEI dispose de trois centres régionaux à Singapour, São Paulo et Worcester (Massachusetts).
La CEI a été l'instrument du développement et de la distribution de normes d'unités de mesure, notamment le gauss, le hertz, et le weber. Elle contribua également à proposer un ensemble de références, le système Giorgi, qui finalement fut intégré au Système international d'unités (SI) dont l'ISO est responsable.

## Historique
La première réunion de la CEI s'est tenue les 26 et 27 juin 1906 sous la présidence d'Alexander Siemens. Neuf pays avaient dès 1905 exprimé leur volonté de rejoindre la CEI afin d'établir des normes dans le domaine de l'électrotechnique : le Royaume-Uni, les États-Unis, la France, l'Italie, le Canada, l'Allemagne, l'Autriche-Hongrie, le Danemark, la Suède et la Norvège. D'autres pays avaient envoyé des représentants : la Belgique, la Hollande, le Japon et l'Espagne.
Bien que l'on considère 1906 comme l'année de naissance de la CEI, des discussions sur la normalisation avaient déjà débuté dès 1904 à Saint-Louis (Missouri) lors d'un congrès international. À ce congrès, 15 pays s'étaient engagés à coopérer en créant une commission représentative chargée de prendre en compte la question de la normalisation des nomenclatures et des valeurs assignées pour les appareils et machines électriques.
Le premier président de la CEI fut lord Kelvin, bien connu pour ses travaux dans le domaine de la thermodynamique et qui a introduit le concept du zéro absolu de température.

## Appartenance
Seules des organisations nationales de normalisation reconnues peuvent être membres de la CEI. Les organisations membres comprennent notamment :
- Afrique du Sud : South African Bureau of Standards (en) (SABS)
- Algérie : Institut algérien de normalisation (IANOR) depuis 2008[2]
- Allemagne : Deutsche Kommission Elektrotechnik Elektronik Informationstechnik (de)
- Arabie saoudite : Organisation saoudienne de normalisation, metrologie et qualité (en) (SASO)
- Argentine : Instituto Argentino de Normalización y Certificación (es) (IRAM)
- Australie : Standards Australia (en)
- Autriche : Österreichischer Verband für Elektrotechnik (de) (ÖVE)
- Brésil : Comitê Brasileiro de Eletricidade, Eletrônica, Iluminação e Telecomunicações (Cobei)
- Canada Conseil canadien des normes ou Standards Council of Canada
- République populaire de Chine : Standardization Administration of China (SAC)
- Corée du Sud : Korean Agency for Technology and Standards (en) (KATS)
- Espagne : Asociación Española de Normalización y Certificación (en) (AENOR)
- États-Unis : American National Standards Institute (ANSI)
- France : Association française de normalisation (AFNOR-CEF)
- Inde : Bureau of Indian Standards (en) (BIS)
- Italie : Comitato Elettrotecnico Italiano (it) (CEI)
- Japon Japanese Industrial Standards Committee (en), (JISC)
- Royaume-Uni British Standards Institute
- Russie : Federal Agency for Technical Regulation and Metrology (Rostekhregulirovaniye)
- Suède : Swedish Electrical Standard (SEK)
- Suisse : Electrosuisse[3]
- Viêt Nam Vietnamese National Committee Directorate for Standards and Quality (STAMEQ)

## Vocabulaire électrotechnique international
En 1938, la CEI publia la première édition de son ouvrage Vocabulaire électrotechnique international (VEI) afin d'unifier la terminologie électrique. Cet effort perdure et le Vocabulaire électrotechnique international demeure un apport important dans les industries électriques et électroniques.
Commencée en 1945, une nouvelle série de travaux conduisit à la deuxième édition du VEI, comportant près de 9 000 termes répartis en vingt-quatre chapitres. La procédure mise en place par le comité de terminologie (CE 1) en 1974 a exigé la constitution d'environ soixante-dix groupes de travail, de cinq à quinze experts chacun, travaillant au sein des Comités d'études de la CEI. Les termes sont définis en français, en anglais et en russe, ainsi que, pour certains chapitres, également en allemand ou en espagnol. Tous les termes sont traduits en allemand, espagnol, italien, néerlandais, polonais et suédois. Un index général du VEI a été publié en 1975, 1979 puis en 1983 sous la forme du Dictionnaire CEI Multilingue de l'Électricité. Le premier tome (895 pages) présente les termes dans l'ordre alphabétique français puis dans l'ordre alphabétique anglais. Le deuxième tome contient les termes dans l'ordre alphabétique des six langues additionnelles du VEI.

## Intérêt des normes CEI
L'établissement de normes CEI a pour but de :
- faciliter les échanges dans le monde en supprimant les barrières techniques ;
- assurer la qualité des produits ;
- garantir l'interopérabilité des produits et systèmes ;
- contribuer à la sécurité dans l'utilisation des produits ;
- contribuer à la protection de l'environnement et à la qualité de vie, à travers notamment l'efficacité énergétique et la réduction des émissions de CO/CO2[4].

## Établissement des normes CEI
Les normes sont établies par des experts regroupés dans des groupes de travail internationaux et qui représentent les constructeurs, utilisateurs de matériels, ainsi que des représentants de laboratoires d'essais, des consultants et des universitaires spécialistes du domaine considéré.

Ces experts sont mandatés par leur comité national, ils sont chargés de rédiger des projets qui sont soumis au vote des comités nationaux CEI et qui sont adoptés comme normes internationales lorsque la majorité de votes positifs requise est obtenue (en général une majorité des deux tiers).

## Comités d'études
Le domaine couvert par la CEI est très vaste car il va des gros matériels (alternateurs, transformateurs, turbines ..) au matériel audio-vidéo, lampes .., en passant par les machines à laver et le matériel médical. Par suite, les travaux de normalisation sont effectués par plus de 110 comités d'études (CE) spécialisés pour chaque application. Le CE 14 s'occupe des transformateurs, le CE 17 de l'appareillage électrique, le CE 28 de coordination d'isolement, le CE 36 des isolateurs, etc.

## Publications
La CEI produit principalement des documents consensuels internationaux. Ils sont de cinq types :
- les Normes Internationales (consensus total) ;
- les Spécifications Techniques (consensus total non atteint) ;
- les Rapports Techniques ;
- les Spécifications Accessibles au Public ;
- les Guides (non normatifs).

Fin 2007, il y avait 5 794 publications CEI couvrant tous les domaines de l'électrotechnique, 521 nouvelles publications ont été publiées en 2007.
Les normes CEI sont numérotées, et leurs titres prennent une forme telle : IEC 60411 Graphical Symbols.
Les normes développées conjointement avec l'ISO utilisent la numérotation ISO, telle : ISO/IEC 7498-1:1994 Open Systems Interconnection: Basic Reference Model.

Le comité conjoint ISO/CEI no 1, ISO/IEC Joint Technical Committee 1 (ISO/IEC JTC1) est décrit dans l'article concernant l'ISO.
La CEI a un accord avec IEEE qui permet à ces deux organisations de publier des normes communes à double logo CEI et IEEE,.

## Liste succincte de normes CEI
- ISO/CEI 10646 : Technologies de l'information — Jeu universel de caractères codés sur plusieurs octets (unicode)
- CEI 60027 : Symboles littéraux à utiliser en électrotechnique
- CEI 60063 : Séries de valeurs normales pour résistances et condensateurs
- CEI 60071 : Coordination de l'isolement (tests chocs de foudre, etc.)
- CEI 60309 : connecteurs électriques du domaine industriel
- CEI 60320 : Connecteurs secteur du domaine domestique et petit industriel
- CEI 60757 : Code des couleurs de repérage des résistances
- CEI 60807 : Connecteurs rectangulaires utilisés aux fréquences inférieures à 3 MHz (SUB-D, HE10, etc)
- CEI 60880 : Centrales nucléaires - Instrumentation et contrôle-commande importants pour la sûreté - Aspects logiciels des systèmes programmés réalisant des fonctions de catégorie A
- CEI 60950 : Sécurité des matériels de traitement de l'information
- EN/CEI 61000 Compatibilité électromagnétique (CEM)
- CEI 61131 : Automates programmables
  - CEI 61131-3 : Automates programmables - Partie 3 : Langages de programmation
- CEI 61158 : Communications numériques pour les systèmes de mesure et de commande – Bus de terrain utilisés dans les systèmes de commande industriels
- CEI 61499 Function Blocks for Embedded and Distributed Control Systems Design
- CEI 61508 : Sécurité fonctionnelle des systèmes électriques/électroniques/électroniques programmables relatifs à la sécurité
- CEI 61851 : Système de charge conductive pour véhicules électriques
- CEI 62271 : Appareillage électrique à haute tension (disjoncteurs…)